# Abies mariesii
L'Abies mariesii, (in giapponese, オオシラビソ o アオモリトドマツ, Oh-shirabiso, o Aomori-todomatsu) è una specie di abete nativa dei monti centrali e settentrionali dell'Honshū, in Giappone. Fu ivi scoperta dal botanico inglese Charles Maries, che l'introdusse in Inghilterra nel 1879.

## Etimologia
Il nome generico Abies, utilizzato già dai latini, potrebbe, secondo un'interpretazione etimologica, derivare dalla parola greca ἄβιος = longevo. Il nome specifico mariesi è in onore del botanico inglese Charles Maries.

## Distribuzione e habitat
I suoi esemplari crescono ad altezze dai 750 ai 1.900 m s.l.m. nell'Honshū settentrionale e dai 1.800 ai 2.900 m s.l.m. in quello centrale, su suoli in gran parte di origine vulcanica; il clima di riferimento è quello delle foreste pluviali temperate ad elevata piovosità,  estati fresche ed umide e inverni con copiose nevicate. Talvolta forma foreste pure, ma più frequentemente si ritrova in foreste miste in associazione con Abies veitchii, Tsuga diversifolia, Picea jezoensis, Pinus pumila, Juniperus communis, Betula ermanii, Sorbus commixta e spp.  del genere Acer.

## Descrizione
Si tratta di una conifera sempreverde di medie dimensioni, che cresce fino a 24–26 m di altezza dal suolo con un tronco che può raggiungere i 2 m di circonferenza,  talvolta in forma arbustiva.
Le foglie sono aghiformi, piatte, lunghe da 1.5 a 2.5 cm e larghe 2 mm, spesse 0.5 mm, color verde scuro opaco nella parte superiore con due bianche strisce di stomi nella parte inferiore e leggermente dentellate in punta.
Si sistemano a spirale sul virgulto, con ogni ago diversamente rivolto così che stanno da ogni lato e sopra il virgulto, con nessuno al di sotto. I virgulti hanno color rosso-arancione con densa pubescenza vellutata. I coni femminili sono lunghi da 5 a 11 cm e larghi da 3 a 4, di color rosso scuro prima della maturazione; le brattee squamose sono corte e nascoste nel cono chiuso. I semi alati vengono rilasciati quando il cono si disintegra alla maturazione, circa 6–7 mesi dopo l'impollinazione.
L'Abies mariesii è fortemente correlata all'Abies amabilis che cresce sulle coste nordamericane dell’Oceano Pacifico, che si distingue per i suoi aghi leggermente più lunghi (2–4.5 cm) e per i coni più larghi (9–17 cm).

## Usi
Il suo legno è scarsamente utilizzato a causa della difficoltà di accesso all’areale di crescita. Molto esigente in quanto a suoli ben drenati e umidi, riveste scarsa importanza anche in orticoltura nonostante i suoi pregi ornamentali, ritrovandosi solamente in giardini botanici specialistici.

## Conservazione
Viene classificata come specie a rischio minimo di estinzione nella Lista rossa IUCN, per il suo vasto areale e l’assenza di minacce specifiche.

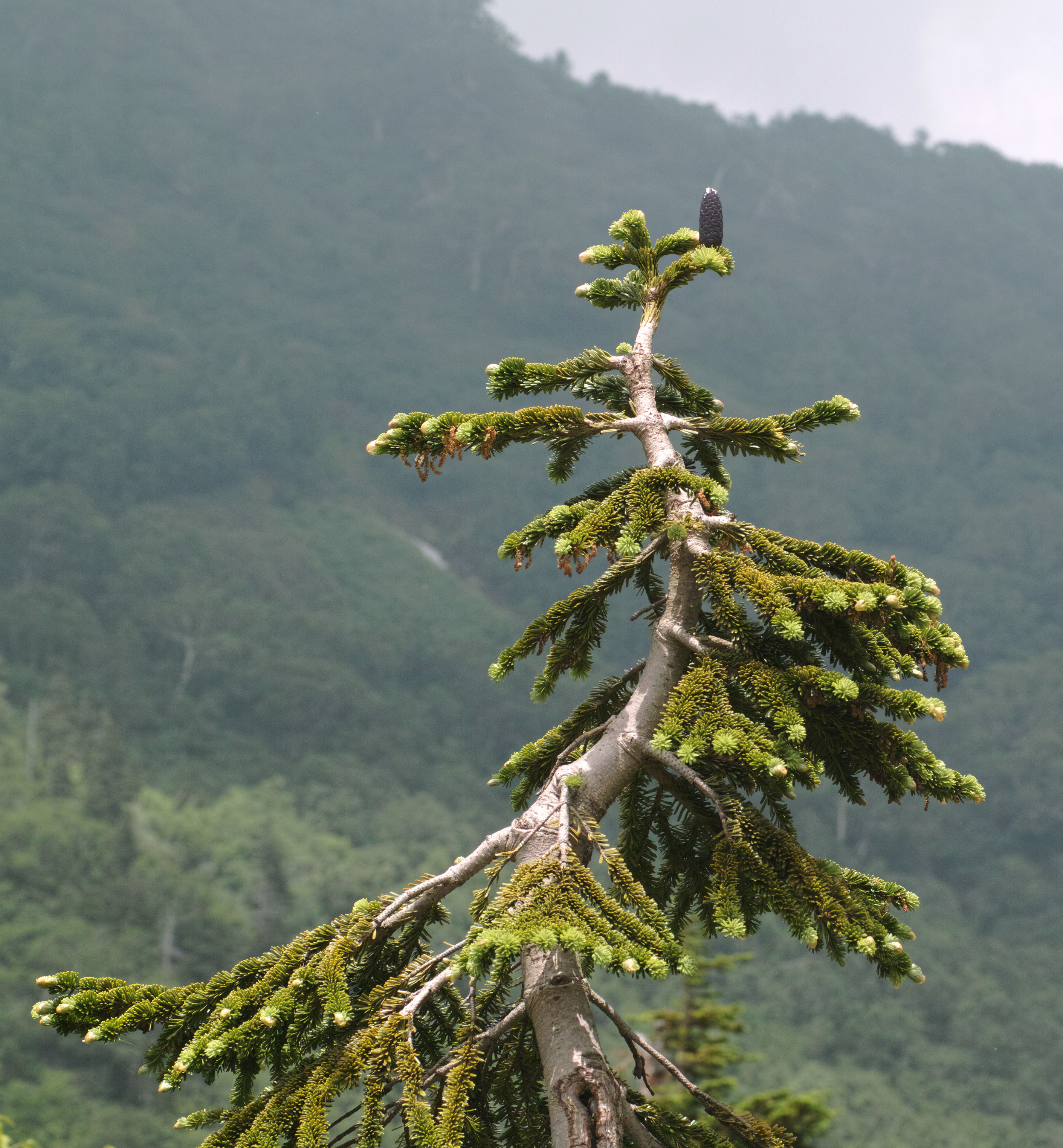
Sommità con strobilo femminile.
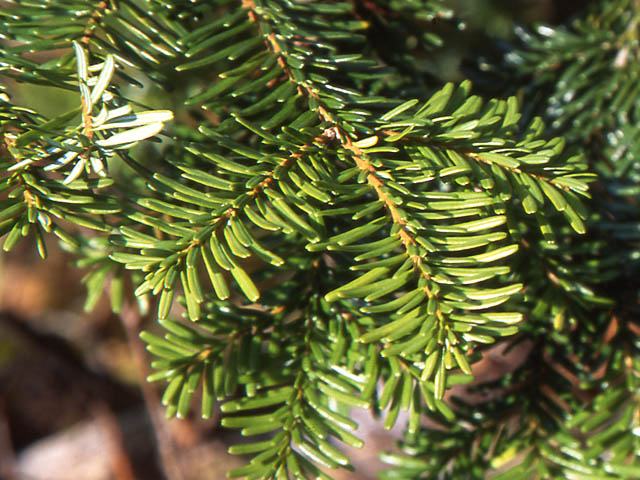
Aghi
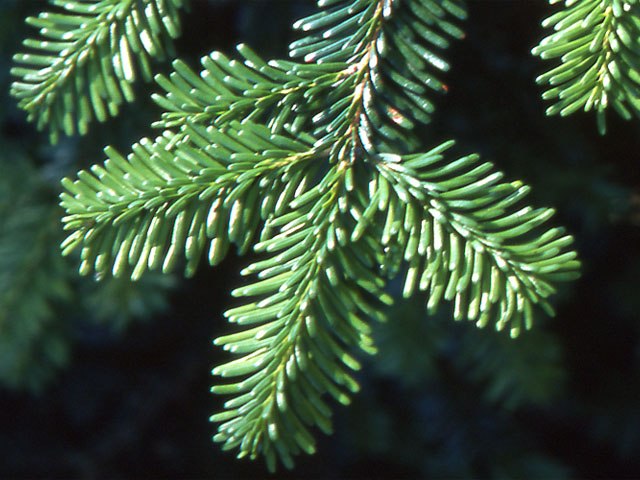
Rametti terminali
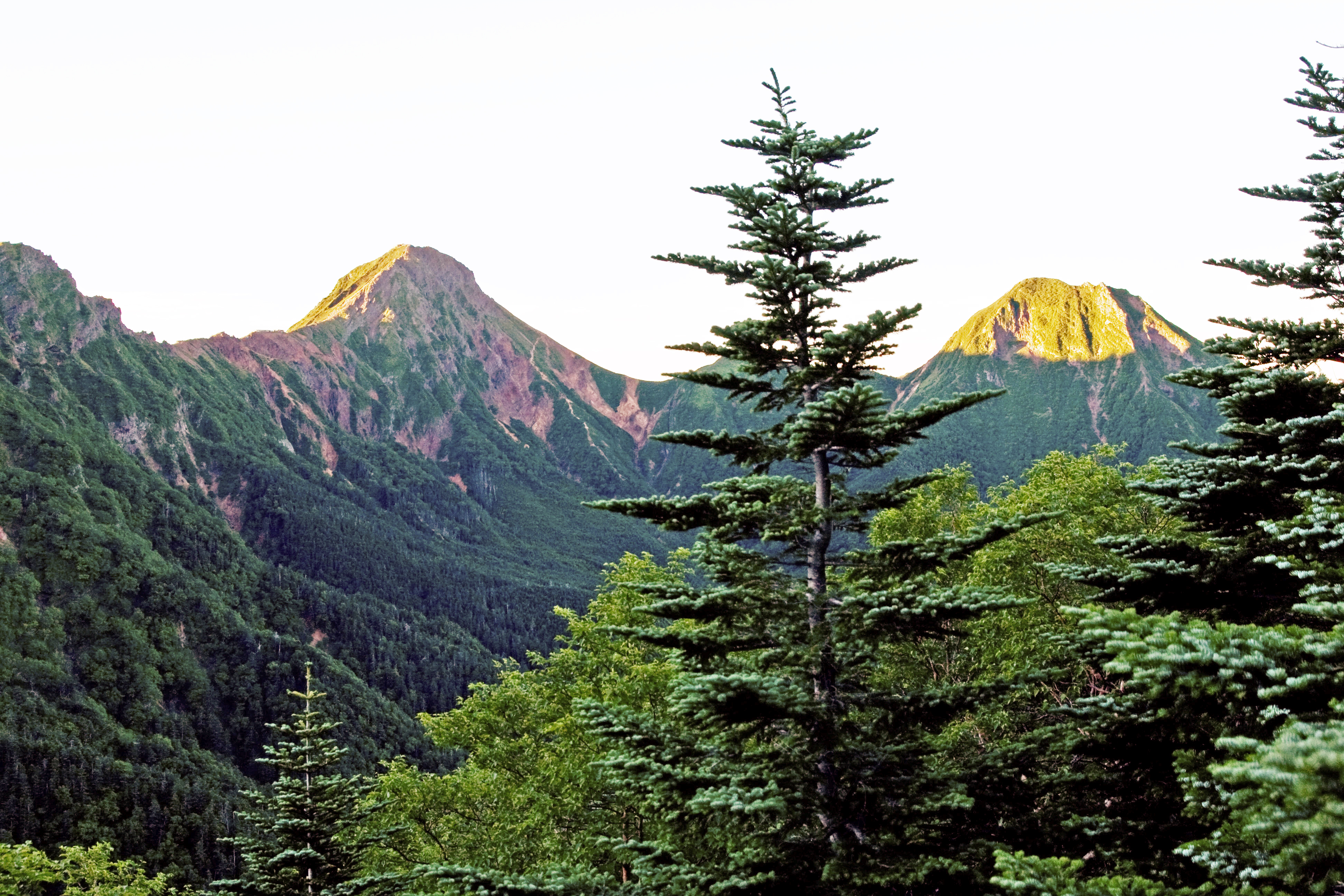
Esemplare in primo piano
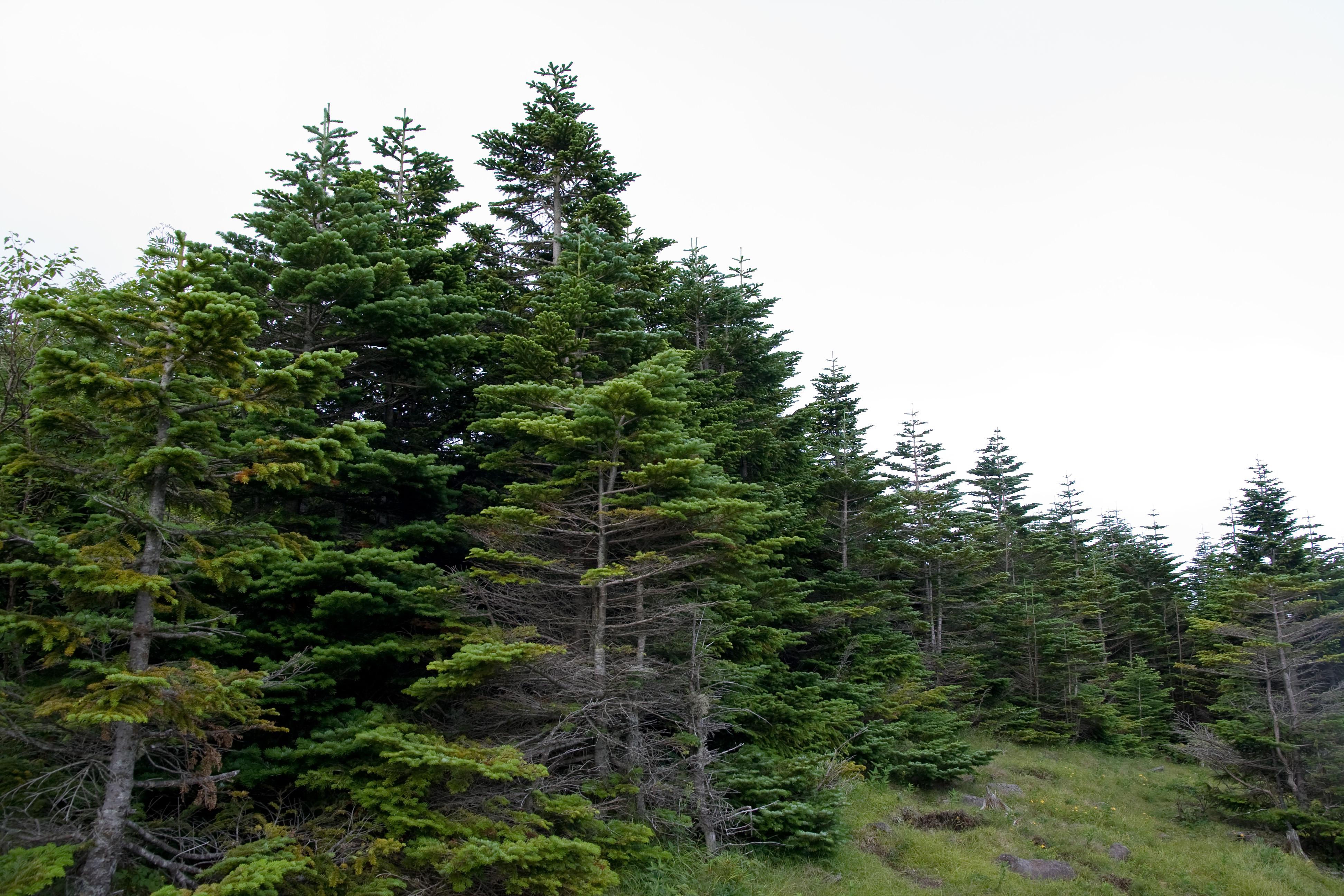
Foresta
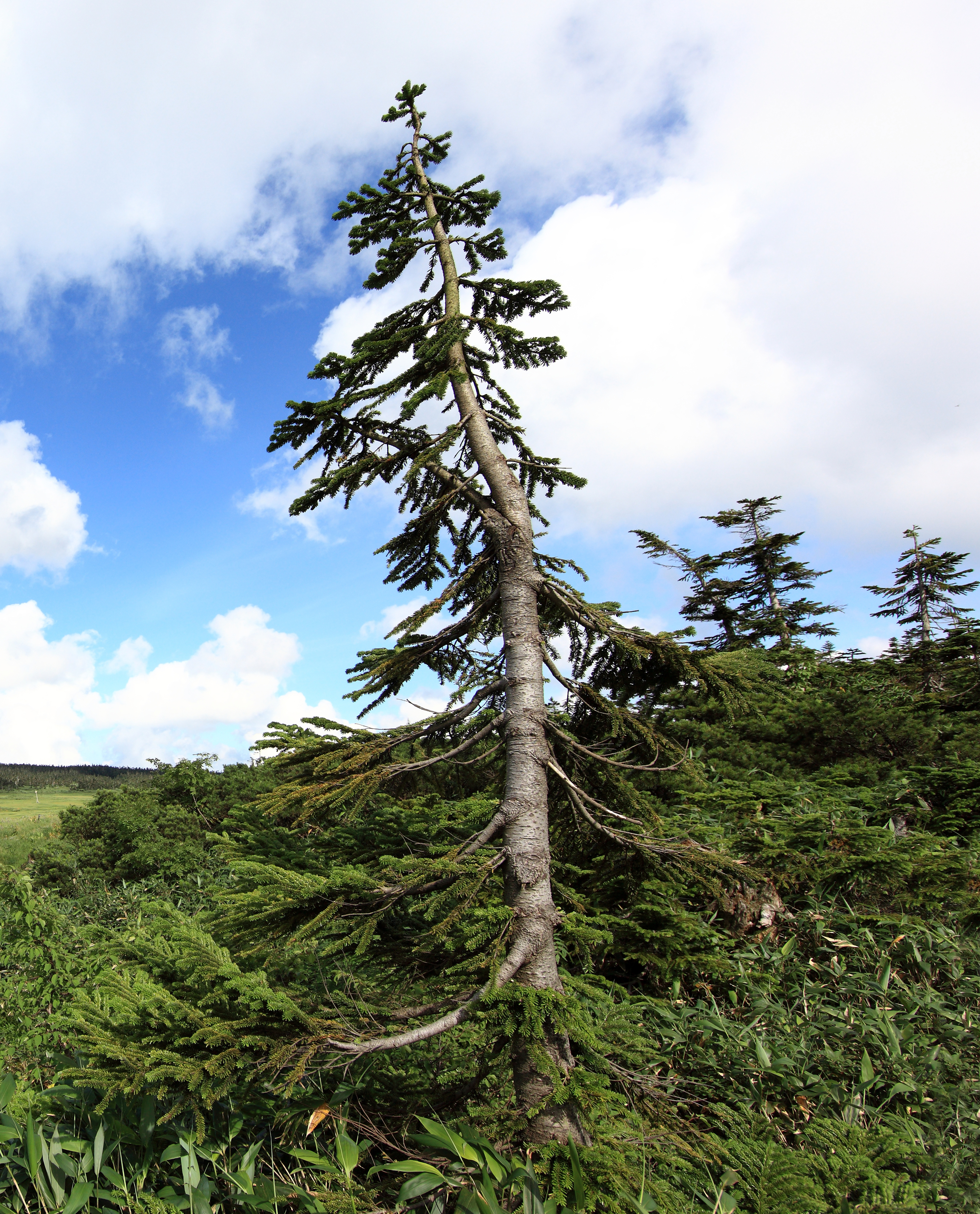
Esemplari in primo piano